# Praia do Itaguaçu
Praia do Itaguaçu est une plage urbaine de la municipalité de Florianópolis, au Brésil. Elle se situe dans la partie continentale de la municipalité, dans le quartier du même nom, Itaguaçu. 
Le nom « Itaguaçu » est d'origine tupi et signifie « lieu où l'on trouve de grande pierres ». Face à la plage, on trouve d'intéressantes formations de granit aux formes variées. Une légende raconte qu'il s'agirait de sorcières pétrifiées, l'une des pierres paraissant en effet être coiffée d'un chapeau.
Du fait de sa situation en centre ville, la baignade est déconseillée sur cette plage. En effet, en plus des réseaux d'égouts, de nombreux particuliers rejettent directement leurs eaux de pluie à la mer.  